# 參議院全國區
參議院全國區，是日本參議院在1947至1980年選舉之間，以全國為一個選區的制度。1983年开始，日本参议院的全国选举开始采用比例代表制，改称参议院比例区。

## 選舉方式
以全國為一個選區，採取不可轉移單票制、相對多數制選出。員額訂為100名，每3年改選半數，即50名。

## 利弊
全國區在1946年12月由内務大臣大村清一在貴族院提出，全國區的用意在於選出全國範圍內具優良學識者擔任議員，因為參議院的前身正是貴族院，貴族院在日本帝國時代以遠離政黨政治，以及議員社經地位較眾議院崇高自居。因此希望繼承貴族院的參議院透過全國區制度選出一部分遠離政黨政治、地方利益的代表。另外全國區允許無黨籍候選人參選，相較之下1983年之後的参议院比例区只能以政黨名單參選。
但是全國區也造成候選人選舉難度過大，容易淪為金錢選舉，候選人反而要依附大型團體，借助大型團體力量競選。另外由於選區是全國，候選人必須獲得數倍於地方區的選票才能當選，導致選票不等值問題。因為上述問題，全國區又被揶揄為「殘酷區」 、「錢酷區」(發音相似)。另外由於選票不可轉移，因此也有浪費選票問題，當選人超過當選門檻票數不可轉移給其他候選人，形同浪費。

## 選舉紀錄
- 最高票當選：1968年的石原慎太郎獲得301万2552票。